# فاسكو أنطونيو باربوسا كوستا
فاسكو أنطونيو باربوسا كوستا (بالبرتغالية: Vasco António Barbosa Costa‏) (8 أغسطس 1991 في البرتغال - ) هو لاعب كرة قدم برتغالي في مركز الهجوم. لعب مع نادي فيتوريا سيتوبال.

## وصلات خارجية
- فاسكو أنطونيو باربوسا كوستا على موقع قاعدة بيانات كرة القدم.إي يو (الإنجليزية)
- فاسكو أنطونيو باربوسا كوستا على موقع Soccerway.com (الإنجليزية)
- فاسكو أنطونيو باربوسا كوستا على موقع AS.com (الإسبانية)